# 1999 RC94
1999 RC94 är en asteroid i huvudbältet som upptäcktes den 7 september 1999 av LINEAR i Socorro County, New Mexico.
Den tillhör asteroidgruppen Vesta.